# Antoñán del Valle
Antoñán del Valle es una localidad española perteneciente al municipio de Benavides, en la provincia de León, comunidad autónoma de Castilla y León. Está situado a unos 5,3 kilómetros de la cabecera municipal y a unos 39 kilómetros de León.

## Geografía
Pertenece al municipio de Benavides, que está formado por las siguientes poblaciones: Antoñán del Valle, Benavides de Órbigo, Gualtares de Órbigo, Quintanilla del Monte, Quintanilla del Valle y Vega de Antoñán.
El pueblo está emplazado a 890 metros de altitud, aunque debido a la gran extensión de su junta vecinal, tiene cotas superiores a los 900 metros.
Está distribuido, generalmente, en dirección a la línea que forma la carretera que une Benavides de Órbigo y Cogorderos, aunque también se puede destacar distribuciones urbanísticas importantes hacia las poblaciones de Quintanilla del Monte y hacia San Román de la Vega. Vista desde lo alto, Antoñán parece una tela de araña poco tupida con el centro situado alrededor de la plaza de la iglesia.
Se puede destacar que la localidad de Antoñán del Valle es la 2.ª más extensa de toda la Comunidad, con un total de 23,6 kilómetros cuadrados gestionados por su Junta Vecinal. El municipio de Benavides en su totalidad, por ejemplo, tiene 76,8 kilómetros cuadrados.

## Demografía
Antoñán del Valle tiene una población de 182 habitantes (INE 2012).
En 2016 está habitado por 165 personas, 82 varones y 83 mujeres (INE), aunque muchas otras ocupan la aldea en fechas vacacionales. 
| Gráfica de evolución demográfica de Antoñán del Valle entre 2000 y 2016                          |
|                                                                                                  |
| Población de derecho (2000-2010) según los censos de población del INE a 1 de enero de cada año. |

## Festividades
La fiesta de agosto se celebra desde hace algunos años y se denominada popularmente como la “Fiesta del Emigrante”. Antoñán, como otros muchos pueblos, tiene gran parte de sus “oriundos” repartidos por toda la geografía nacional y el extranjero. El mes de agosto es especial porque, quién más quién menos, todos los oriundos volvemos para reencontrarnos con nuestros familiares y amigos. La fiesta se celebra el 2.º fin de semana del mes, en el que se organizan múltiples actividades para todos los gustos y todas las edades. Estas fiestas se celebran en honor de san Salvador. Aunque el día del Patrón se celebra el 6 de agosto, día de la Transfiguración del Señor, la fecha se ha hecho variable para que pueda asistir todo el mundo. Las fiestas originales del pueblo eran en junio y septiembre; antes y después de la dura faena del campo.

## Galería

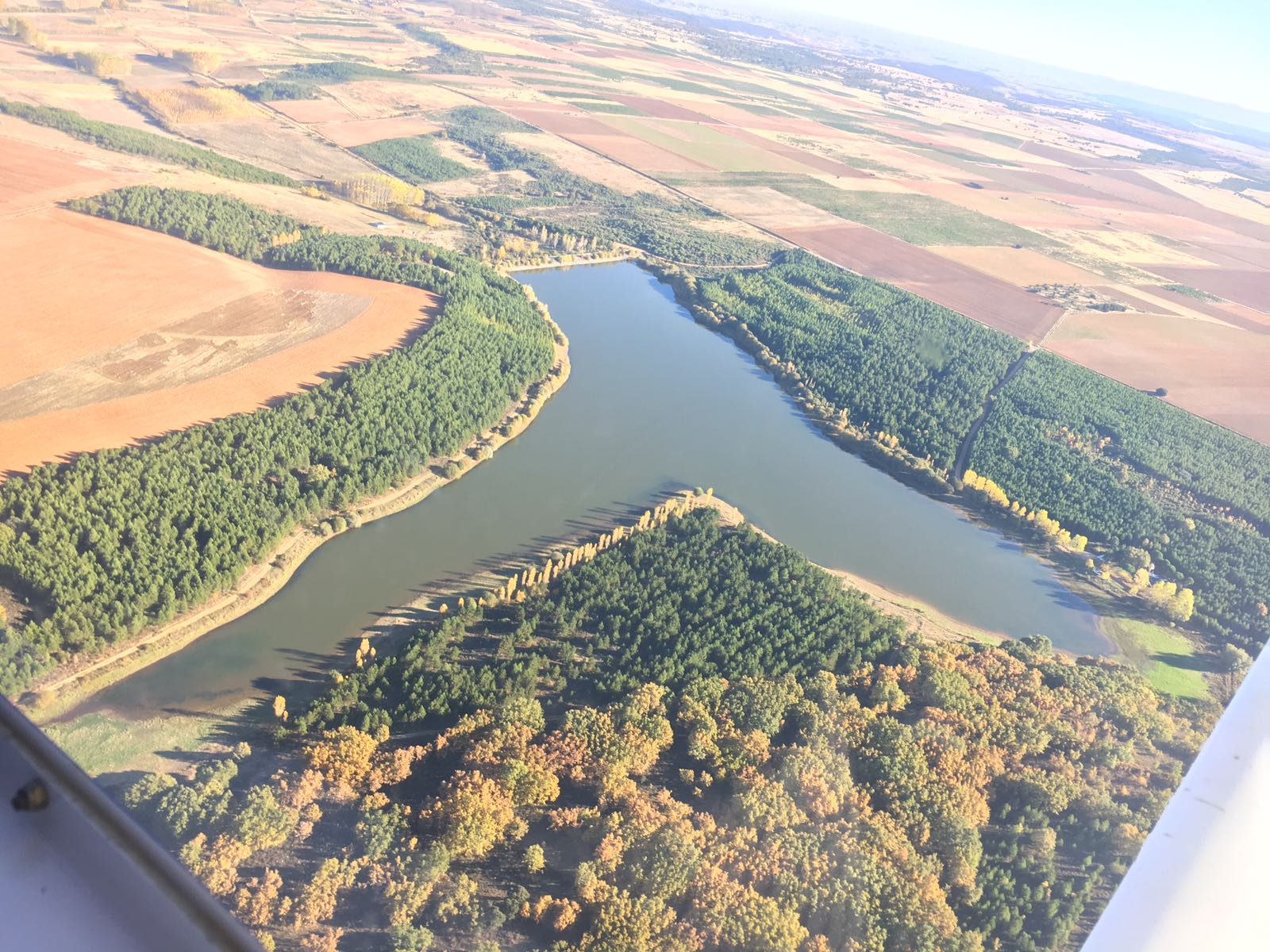
Embalse de San Vicente
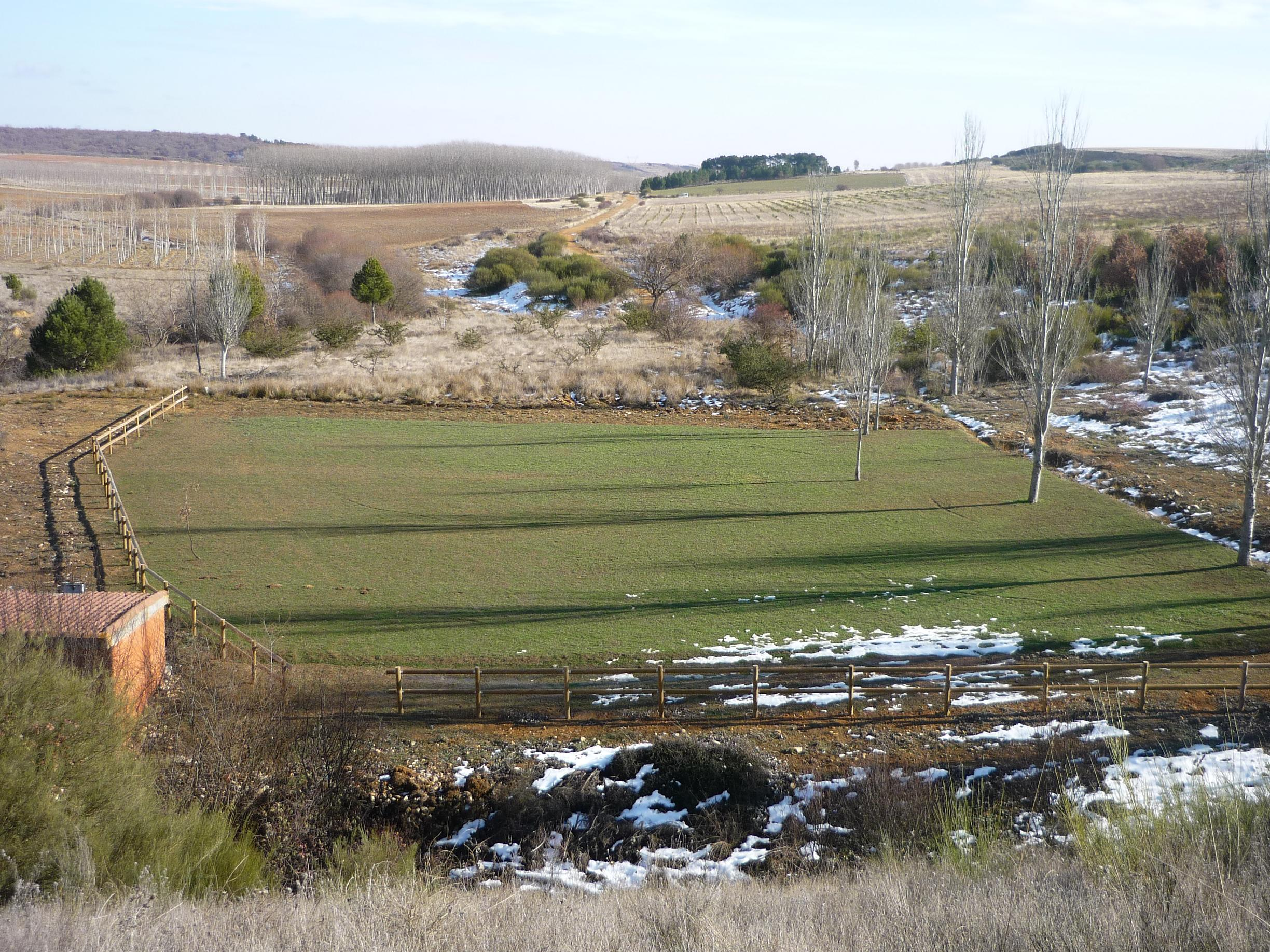
Pradera merendero